# ابباریک (شازند)
ابباریک، روستایی از توابع بخش مرکزی شهرستان شازند در استان مرکزی ایران است.
شغل مردم کشاورزی دامداری نانوا 
زبان مردم لری

## جمعیت
این روستا در دهستان قره کهریز قرار دارد و براساس سرشماری مرکز آمار ایران در سال ۱۳۸۵، جمعیت آن ۲۹۱ نفر (۹۱خانوار) بوده‌است.